# 2003–2004-es magyar női vízilabdakupa
A 2003–2004-es magyar női vízilabdakupa, szponzorált nevén az ING-Magyar Kupa, az ötödik kiírás volt a versenysorozat történetében. A kupára nyolc csapat nevezett. A győzelmet a Dunaújvárosi Főiskola szerezte meg.

## Eredmények

### Selejtező
január 24, 25.
A. csoport (Szentes)
| Hely. | Csapat                   | M | Gy | D | V | G+ | G– | Gk  | P | Továbbjutás vagy kiesés    |      | VAS  | SZEN | EGER | KECS |
| ----- | ------------------------ | - | -- | - | - | -- | -- | --- | - | -------------------------- | ---- | ---- | ---- | ---- | ---- |
| 1.    | Vasas                    | 3 | 3  | 0 | 0 | 48 | 8  | +40 | 6 | Továbbjutott az elődöntőbe |      | —    | 7–4  | 18–3 | 23–1 |
| 2.    | Szentesi VK              | 3 | 2  | 0 | 1 | 38 | 9  | +29 | 4 | Továbbjutott az elődöntőbe |      | 4–7  | —    | 17–1 | 17–1 |
| 3.    | Egri VK                  | 3 | 1  | 0 | 2 | 13 | 40 | −27 | 2 |                            |      | 3–18 | 1–17 | —    | 9–5  |
| 4.    | Kecskeméti Villanó Fókák | 3 | 0  | 0 | 3 | 7  | 49 | −42 | 0 |                            | 1–23 | 1–17 | 5–9  | —    |      |

B. csoport (Hajós Alfréd Nemzeti Sportuszoda)
| Hely. | Csapat                   | M | Gy | D | V | G+ | G– | Gk  | P | Továbbjutás vagy kiesés    |      | DUV   | POLO  | BVSC | DVSI |
| ----- | ------------------------ | - | -- | - | - | -- | -- | --- | - | -------------------------- | ---- | ----- | ----- | ---- | ---- |
| 1.    | Dunaújvárosi Főiskola VE | 3 | 3  | 0 | 0 | 50 | 18 | +32 | 6 | Továbbjutott az elődöntőbe |      | —     | 19–10 | 16–4 | 15–4 |
| 2.    | Polo SC                  | 3 | 2  | 0 | 1 | 33 | 31 | +2  | 4 | Továbbjutott az elődöntőbe |      | 10–19 | —     | 13–8 | 10–4 |
| 3.    | BVSC                     | 3 | 0  | 1 | 2 | 17 | 34 | −17 | 1 |                            |      | 4–16  | 8–13  | —    | 5–5  |
| 4.    | Dunaújvárosi VSI         | 3 | 0  | 1 | 2 | 13 | 30 | −17 | 1 |                            | 4–15 | 4–10  | 5–5   | —    |      |

### Elődöntők
január 30, 31.
| 1. csapat | Össz. | 2. csapat   | 1. mérk. | 2. mérk. |
| --------- | ----- | ----------- | -------- | -------- |
| Szentes   | 10–21 | Dunaújváros | 4–9      | 6–12     |
| Póló SC   | 18–21 | Vasas SC    | 10–10    | 8–11     |

### A 3. helyért
február 7., Hódmezővásárhely
| 1. csapat   | Eredmény | 2. csapat |
| ----------- | -------- | --------- |
| Szentesi VK | 16–6     | Póló SC   |

### Döntő
| 2004. február 7. 12:15 | Dunaújváros                                                                      | 16–5 | Vasas                  | Hódmezővásárhely Nézőszám: 300 Játékvezetők: Schlosser Székely Z. |
| 2004. február 7. 12:15 | (4–0, 4–1, 5–2, 3–2)                                                             |      |                        | Hódmezővásárhely Nézőszám: 300 Játékvezetők: Schlosser Székely Z. |
| 2004. február 7. 12:15 | Primász 5 Poszkoli 2 Zantleitner 2 Benkő N. 2 Brávik 2 Tiba 1 Benkő T. 1 Erdős 1 |      | Kisteleki D. 3 Ipacs 2 | Hódmezővásárhely Nézőszám: 300 Játékvezetők: Schlosser Székely Z. |

A Dunaújvárosi Főiskola kupagyőztes csapatának tagjai: Benkő Nóra, Benkő Tímea, Bódi Anett, Brávik Fruzsina, Erdős Zsuzsanna, Kovács Annamária, Poszkoli Rita, Primász Ágnes, Sipos Edit, Sós Ildikó, Tiba Zsuzsanna, Tóth II Andrea, Zantreitner Krisztina, Zsámbok Lili, vezetőedző: Mihók Attila